# Domusnovas
Domusnovas is een gemeente in de Italiaanse provincie Zuid-Sardinië (regio Sardinië) en telt 6520 inwoners (31-12-2004). De oppervlakte bedraagt 80,5 km², de bevolkingsdichtheid is 81 inwoners per km².

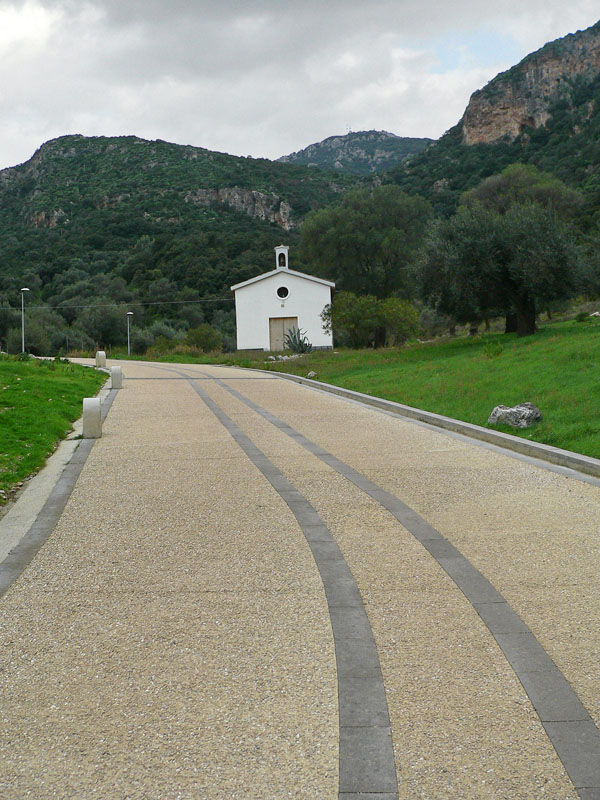
San Giovanni
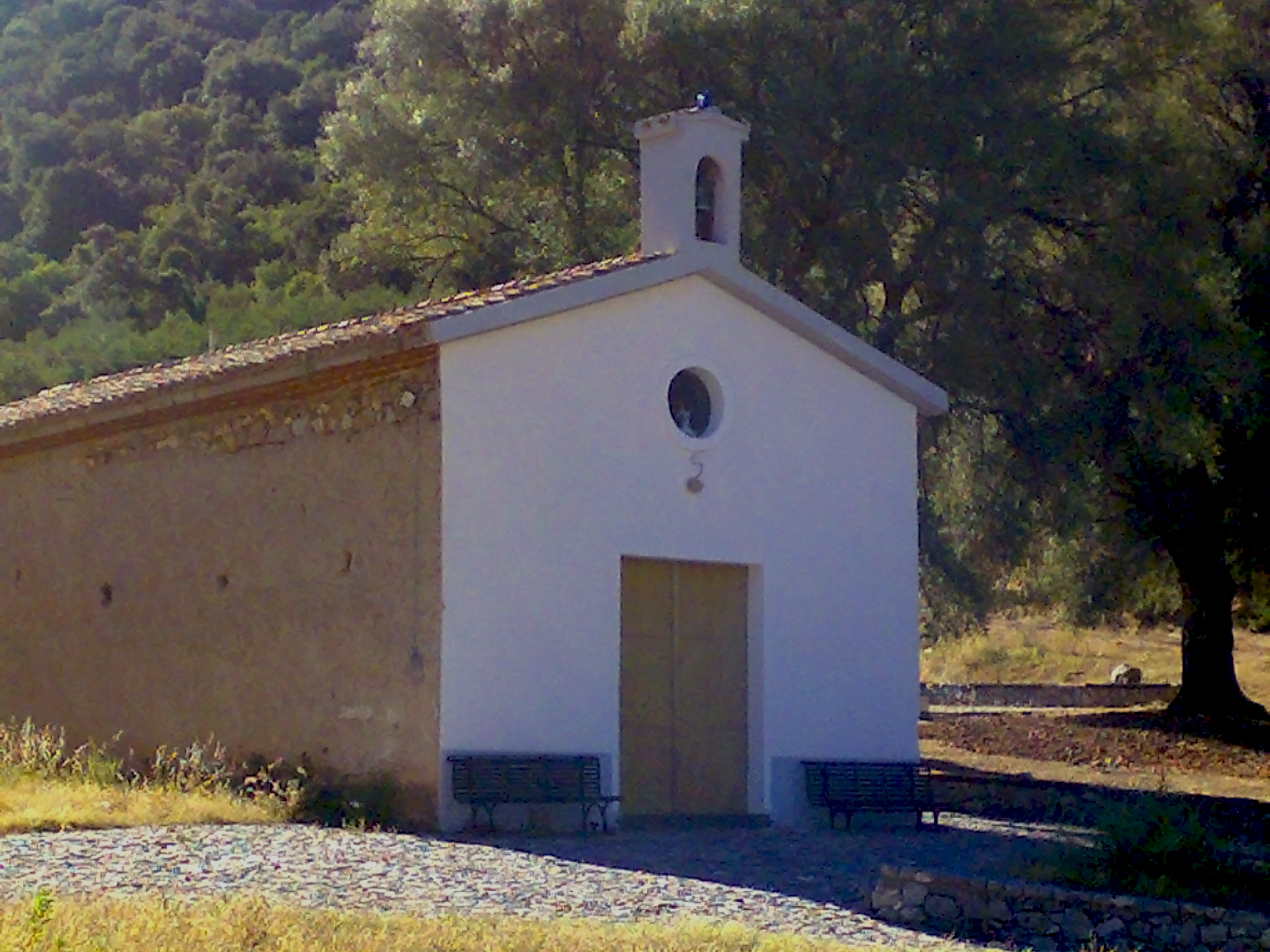
San Giovanni
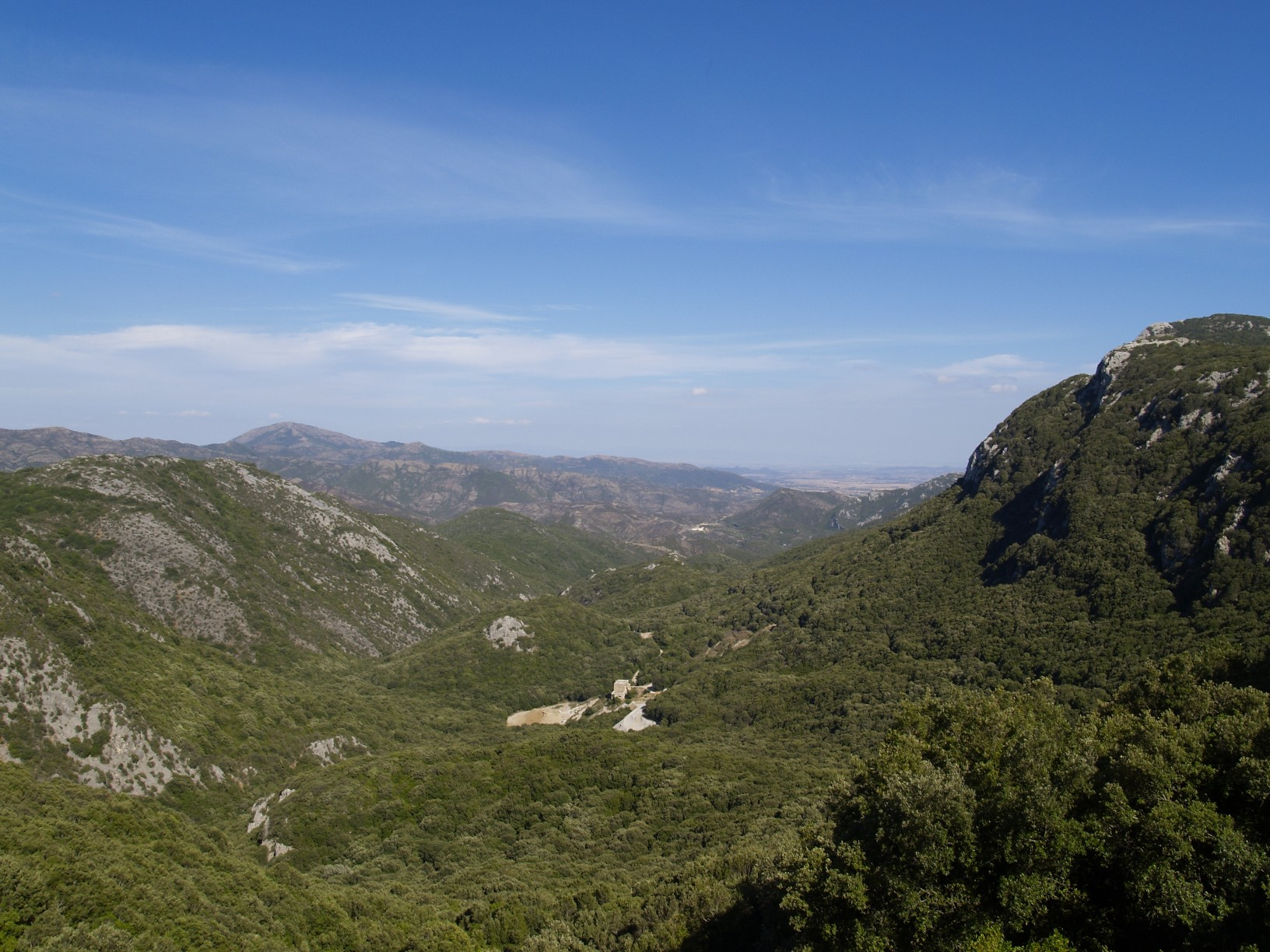

## Demografie
Domusnovas telt ongeveer 2192 huishoudens. Het aantal inwoners daalde in de periode 1991-2001 met 5,0% volgens cijfers uit de tienjaarlijkse volkstellingen van ISTAT.
| Jaar | Inwoneraantal |
| ---- | ------------- |
| 1991 | 6926          |
| 2001 | 6582          |

## Geografie
De gemeente ligt op ongeveer 152 m boven zeeniveau.
Domusnovas grenst aan de volgende gemeenten: Fluminimaggiore, Gonnosfanadiga (MD), Iglesias, Musei, Villacidro (MD), Villamassargia.